# Grotherath
Grotherath, ehemals eine Honnschaft, ist ein Ortsteil des Stadtteils Rheindahlen-Land im Stadtbezirk West (bis 22. Oktober 2009 Rheindahlen) in Mönchengladbach.